# Distrikt Las Lomas
Der Distrikt Las Lomas liegt in der Provinz Piura der Region Piura in Nordwest-Peru. Der Distrikt hat eine Fläche von 634,47 km². Beim Zensus 2017 lebten 26.947 Einwohner im Distrikt. Im Jahr 1993 betrug die Einwohnerzahl 26.302, im Jahr 2007 26.896. Verwaltungssitz ist die Kleinstadt Las Lomas.

## Geographische Lage
Der Distrikt Las Lomas liegt im Norden der Provinz Piura. Er hat eine Längsausdehnung in NW-SO-Richtung von etwa 40 km sowie eine maximale Breite von 11,5 km. Der Distrikt liegt etwa 75 km nordöstlich der Regionshauptstadt Piura. Er erstreckt sich über das obere Einzugsgebiet des Río Chipillico, einem linken Nebenfluss des Río Chira. Im Osten des Distrikts erheben sich die Ausläufer der peruanischen Westkordillere. Durch den Distrikt führt die Straße von Piura über Tambogrande und Las Lomas nach Macará in Ecuador. Oberhalb der Stadt Las Lomas liegt die Talsperre San Lorenzo am Río Chipillico. In den niedrigeren Lagen wird bewässerte Landwirtschaft betrieben.
Der Distrikt Las Lomas grenzt im Süden an den Distrikt Tambogrande, im Westen an die Provinz Sullana sowie im Norden und Osten an die Provinz Ayabaca.